# 2 juillet 1991
Le mardi 2 juillet 1991 est le 183e jour de l'année 1991.

## Naissances
- Ahmed Al-Zain, joueur saoudien de football
- Ali Vanomo Bamba, joueur ivoirien de football
- Antonin Guigonnat, biathlète français
- Cory Spedding, chanteuse britannique
- Dmitri Gromov, joueur professionnel russe de hockey sur glace
- Hendrik Pekeler, joueur allemand de hand-ball
- Jordan Bowery, joueur britannique de football
- Kim Go-eun, actrice sud-coréenne
- Sid Ahmed Aouedj, joueur algérien de football
- Travis Bader, joueur américain de basket-ball
- Troy Scribner, joueur américain de baseball
- Wataru Yazawa, athlète japonais
- Zbigniew Baranowski, lutteur polonais

## Décès
- Bruno Engelmeier (né le 5 septembre 1927), footballeur autrichien
- David Armine Howarth (né le 28 juillet 1912), officier de la marine britannique
- Ermanno Scaramuzzi (né le 2 décembre 1927), footballeur italien
- Fernand Bouxom (né le 9 octobre 1909), personnalité politique française
- Lee Remick (née le 14 décembre 1935), actrice américaine

## Événements
- Sortie de l'album Hey Stoopid d'Alice Cooper
- Sortie du film américain Puppet Master II